# Mistrzostwa Świata w Lekkoatletyce 2022 – sztafeta 4 × 400 m kobiet
Sztafeta 4 × 400 metrów kobiet – jedna z konkurencji biegowych rozgrywanych podczas lekkoatletycznych mistrzostw świata na Hayward Field w Eugene.
Tytuł mistrzowski z 2019 obroniła reprezentacja Stanów Zjednoczonych.

## Terminarz
Źródło: worldathletics.org.
| Data     | Godzina |            |
| -------- | ------- | ---------- |
| 23 lipca | 17:10   | Eliminacje |
| 24 lipca | 19:50   | Finał      |

## Rekordy
Tabela prezentuje rekord świata, rekord mistrzostw świata, rekordy kontynentów oraz najlepszy wynik na listach światowych w sezonie 2022 przed rozpoczęciem mistrzostw.
|                            | Państwo                                                                                               | Wynik   | Miejsce   | Data                     |
| -------------------------- | --- | ------- | --------- | ------------------------ |
| Rekord świata              | ZSRR · (Tatjana Ledowska, Olga Nazarowa, Marija Pinigina, Olha Bryzhina)                              | 3:15,17 | Seul      | 1 października 1988(dts) |
| Rekord mistrzostw świata   | Stany Zjednoczone · (Gwen Torrence, Maicel Malone-Wallace, Natasha Kaiser-Brown, Jearl Miles-Clark)   | 3:16,71 | Stuttgart | 22 sierpnia 1993(dts)    |
| Rekord Afryki              | Nigeria · (Olabisi Afolabi, Fatima Yusuf, Charity Opara, Falilat Ogunkoya)                            | 3:21,04 | Atlanta   | 3 sierpnia 1996(dts)     |
| Rekord Ameryki Południowej | BM&F Bovespa (Geisa Coutinho, Bárbara de Oliveira, Joelma Sousa, Jailma de Lima)                      | 3:26,68 | São Paulo | 3 sierpnia 2011(dts)     |
| Rekord Ameryki Północnej   | Stany Zjednoczone · (Denean Howard-Hill, Diane Dixon, Valerie Brisco-Hooks, Florence Griffith-Joyner) | 3:15,51 | Seul      | 1 października 1988(dts) |
| Rekord Australii i Oceanii | Australia · (Nova Peris-Kneebone, Tamsyn Lewis, Melinda Gainsford-Taylor, Cathy Freeman)              | 3:23,81 | Sydney    | 30 września 2000(dts)    |
| Rekord Azji                | Chiny · (An Xiaohong, Bai Xiaoyun, Cao Chunying, Ma Yugin)                                            | 3:24,28 | Pekin     | 13 września 1993(dts)    |
| Rekord Europy              | ZSRR · (Tatjana Ledowska, Olga Nazarowa, Marija Pinigina, Olha Bryzhina)                              | 3:15,17 | Seul      | 1 października 1988(dts) |
| Listy światowe             | Kentucky (Karimah Davis, Dajour Miles, Abby Steiner, Alexis Holmes)                                   | 3:21,93 | Oxford    | 14 maja 2022(dts)        |

## Wyniki

### Eliminacje
Awans: 3 najlepsze sztafety z każdego biegu (Q) oraz 2 z najlepszymi czasami wśród przegranych (q).
Źródło: worldathletics.org.
| Pozycja | Bieg | Tor | Państwo           | Zawodniczki                                                                        | Czas    | Uwagi |
| ------- | ---- | --- | ----------------- | ---------------------------------------------------------------------------------- | ------- | ----- |
| 1.      | 1    | 2   | Stany Zjednoczone | Talitha Diggs, Allyson Felix, Kaylin Whitney, Jaide Stepter Baynes                 | 3:23,38 | Q,    |
| 2.      | 1    | 1   | Wielka Brytania   | Ama Pipi, Laviai Nielsen, Victoria Ohuruogu, Nicole Yeargin                        | 3:23,92 | Q,    |
| 3.      | 2    | 8   | Jamajka           | Stacey-Ann Williams, Junelle Bromfield, Tiffany James, Charokee Young              | 3:24,23 | Q,    |
| 4.      | 2    | 2   | Belgia            | Naomi Van Den Broeck, Imke Vervaet, Helena Ponette, Camille Laus                   | 3:28,02 | Q,    |
| 5.      | 2    | 6   | Kanada            | Micha Powell, Aiyanna Stiverne, Kyra Constantine, Natassha McDonald                | 3:28,49 | Q,    |
| 6.      | 2    | 4   | Włochy            | Anna Polinari, Ayomide Folorunso, Virginia Troiani, Alice Mangione                 | 3:28,72 | q,    |
| 7.      | 1    | 3   | Francja           | Sokhna Lacoste, Shana Grebo, Sounkamba Sylla, Amandine Brossier                    | 3:28,89 | Q,    |
| 8.      | 1    | 8   | Szwajcaria        | Silke Lemmens, Julia Niederberger, Annina Fahr, Yasmin Giger                       | 3:29,11 | q,    |
| 9.      | 1    | 7   | Ukraina           | Kateryna Karpiuk, Anastasija Bryzhina, Wiktorija Tkaczuk, Anna Ryżykowa            | 3:29,25 | SB    |
| 10.     | 2    | 7   | Polska            | Justyna Święty-Ersetic, Iga Baumgart-Witan, Kinga Gacka, Małgorzata Hołub-Kowalik  | 3:29,34 |       |
| 11.     | 1    | 4   | Niemcy            | Corinna Schwab, Elisa Lechleitner, Judith Franzen, Alica Schmidt                   | 3:30,48 |       |
| 12.     | 2    | 1   | Norwegia          | Astri Ertzgaard, Elisabeth Slettum, Linn Oppegaard, Amalie Iuel                    | 3:32,00 |       |
| 13.     | 2    | 3   | Hiszpania         | Eva Santidrián, Aauri Lorena Bokesa, Laura Hernández, Carmen Avilés                | 3:32,87 |       |
| 14.     | 1    | 5   | Południowa Afryka | Miranda Charlene Coetzee, Marlie Viljoen, Gontse Martha Morake, Zenéy van der Walt | 3:46,68 |       |
| 15 !    | 1    | 6   | Holandia          | Hanneke Oosterwegel, Lieke Klaver, Cathelijn Peeters, Femke Bol                    | DQ      |       |
| 16 !    | 2    | 5   | Bahamy            |                                                                                    | DNS     |       |

### Finał
Źródło: worldathletics.org.
| Pozycja | Tor | Państwo           | Zawodniczki                                                              | Czas    | Uwagi |
| ------- | --- | ----------------- | ------------------------------------------------------------------------ | ------- | ----- |
| 01 !    | 5   | Stany Zjednoczone | Talitha Diggs, Abby Steiner, Britton Wilson, Sydney McLaughlin           | 3:17,79 | WL    |
| 02 !    | 4   | Jamajka           | Candice McLeod, Janieve Russell, Stephenie Ann McPherson, Charokee Young | 3:20,74 | SB    |
| 03 !    | 6   | Wielka Brytania   | Victoria Ohuruogu, Nicole Yeargin, Jessie Knight, Laviai Nielsen         | 3:22,64 | SB    |
| 4.      | 7   | Kanada            | Natassha McDonald, Aiyanna Stiverne, Zoe Sherar, Kyra Constantine        | 3:25,18 | SB    |
| 5.      | 8   | Francja           | Sokhna Lacoste, Shana Grebo, Sounkamba Sylla, Amandine Brossier          | 3:25,81 | SB    |
| 6.      | 3   | Belgia            | Helena Ponette, Imke Vervaet, Paulien Couckuyt, Camille Laus             | 3:26,29 | SB    |
| 7.      | 2   | Włochy            | Anna Polinari, Ayomide Folorunso, Virginia Troiani, Alice Mangione       | 3:26,45 | SB    |
| 8.      | 1   | Szwajcaria        | Silke Lemmens, Julia Niederberger, Annina Fahr, Yasmin Giger             | 3:27,81 | SB    |